# Anaplecta hileia
Anaplecta hileia är en kackerlacksart som beskrevs av Rocha e Silva och Aguiar 1977. Anaplecta hileia ingår i släktet Anaplecta och familjen småkackerlackor. Inga underarter finns listade i Catalogue of Life.